# ANTLR
ANTLR (ang. ANother Tool for Language Recognition) to narzędzie służące do tworzenia kompilatorów oraz translatorów z opisu gramatyki zawierającego akcje w języku Java,
C++, C# lub Python. Autorem jest Terence Parr, pracujący obecnie na Uniwersytecie w San Francisco.
W przeciwieństwie do narzędzi takich jak Bison czy SableCC, ANTLR generuje parser typu LL(*). Z tego powodu formalny opis analizatora składniowego oraz leksera jest bardzo podobny, a generowany kod jest czytelny.
Domyślnie ANTLR generuje lekser i parser w Javie, a plik z gramatyką ma rozszerzenie .g

## Historia
ANTLR jest rozwinięciem idei zawartych w PCCTS (również autorstwa Terence Parra), który umożliwia generowanie parserów i lekserów dla języka C i C++. 17 maja 2007 została opublikowana nowa wersja oprogramowania oznaczona numerem 3.0. Jest ona wykorzystywana między innymi do tworzenia języka programowania Mantra oraz w implementacji JRuby języka Ruby.

## Dodatkowe narzędzia
Istnieją dwa rozszerzenia dla Eclipse ułatwiające prace z ANTLR: otwarte ANTLR plugin for Eclipse oraz komercyjne ANTLR Studio produkowane przez firmę Placid Systems.
Rozwijane jest także niezależne środowisko ANTLRWorks przeznaczone do pracy z ANTLR w wersji 3.

## Przykład
Poniższy przykład, pochodzący z dokumentacji ANTLR, zawiera implementację prostego kalkulatora.

### Analizator leksykalny
```
class CalcLexer extends Lexer;

WS	: (' '|'\t'|'\n'| '\r') { $setType = Token.SKIP; };

LPAREN	: '(' ;

RPAREN	: ')' ;

STAR	: '*' ;

PLUS	: '+' ;

SEMI	: ';' ;

INT	: ('0'..'9')+ ;
```

### Analizator składniowy
```
class CalcParser extends Parser;
options {
	buildAST = true;
}

expr	: mexpr (PLUS^ mexpr)* SEMI! ;

mexpr	: atom (STAR^ atom)* ;

atom	: INT ;
```

### Analizator drzewa składni abstrakcyjnej
```
class CalcTreeWalker extends TreeParser;

expr returns [int r]
{
	int a,b;
	r=0;
}
	:	#(PLUS a=expr b=expr) {r = a+b;}
	|	#(STAR a=expr b=expr) {r = a*b;}
	|	i:INT		      {r = Integer.parseInt(i.getText());}
	;
```

### Wywołanie parsera
```
import java.io.DataInputStream;
import antlr.CommonAST;

class Calc {
   public static void main(String[] args) {
       try {
           CalcLexer lexer = new CalcLexer(new DataInputStream(System.in));
           CalcParser parser = new CalcParser(lexer);
           
           // Analiza składniowa
           parser.expr();
           
           CommonAST t = (CommonAST)parser.getAST();
           CalcTreeWalker walker = new CalcTreeWalker();
           
           // Analiza drzewa składni abstrakcyjnej
           // i interpretacja programu
           int r = walker.expr(t);
           System.out.println("value is "+r);
       } catch(Exception e) {
           System.err.println("exception: "+e);
       }
   }
}
```